# Cass Elliot
Cass Elliot, właściwie Ellen Naomi Cohen (ur. 19 września 1941 w Baltimore, zm. 29 lipca 1974 w Londynie) – amerykańska wokalistka, najbardziej znana pod pseudonimem, Mama Cass, choć sama za nim nie przepadała. Członkini folk rockowego zespołu The Mamas & the Papas. Po rozpadzie grupy kontynuowała karierę solową.

## Wczesne życie
Ellen Naomi Cohen urodziła się 19 września 1941 roku w Baltimore, w stanie Maryland. Była córką Philipa Cohena (1916–1962) i Bessie z domu Levine (1915–1994), pochodzących z żydowskiej rodziny imigrantów z Rosji. Jej ojciec prowadził food trucka, który dostarczał żywność budowlańcom, a matka była pielęgniarką. Miała dwoje młodszego rodzeństwa – siostrę Leah (ur. 1948) i brata Josepha (1951–2016). Cohenowie mieszkali w Alexandrii w stanie Wirginia, a gdy Elliot miała piętnaście lat, przenieśli się do Baltimore.
Elliot porzuciła szkołę średnią krótko przed jej ukończeniem, żeby skupić się na rozwijaniu kariery muzycznej, a w 1961 roku przeniosła się do Nowego Jorku (opowiada o tym tekst Creeque Alley – jednej z piosenek zespołu The Mamas & the Papas).

## Kariera
Cass Elliot zdobyła popularność jako członkini zespołu The Mamas & the Papas, w skład którego wchodzili John Phillips, Michelle Phillips i Denny Doherty. Grupa powstała w 1965 roku i szybko zdobyła międzynarodową sławę dzięki takim przebojom jak California Dreamin’ oraz Monday, Monday.
Zespół nagrał cztery albumy studyjne: If You Can Believe Your Eyes and Ears (1966), The Mamas & the Papas (1966), Deliver (1967) oraz The Papas & The Mamas (1968) – ich drugi album o tym tytule. W 1967 roku zespół otrzymał nagrodę Grammy za utwór Monday, Monday.

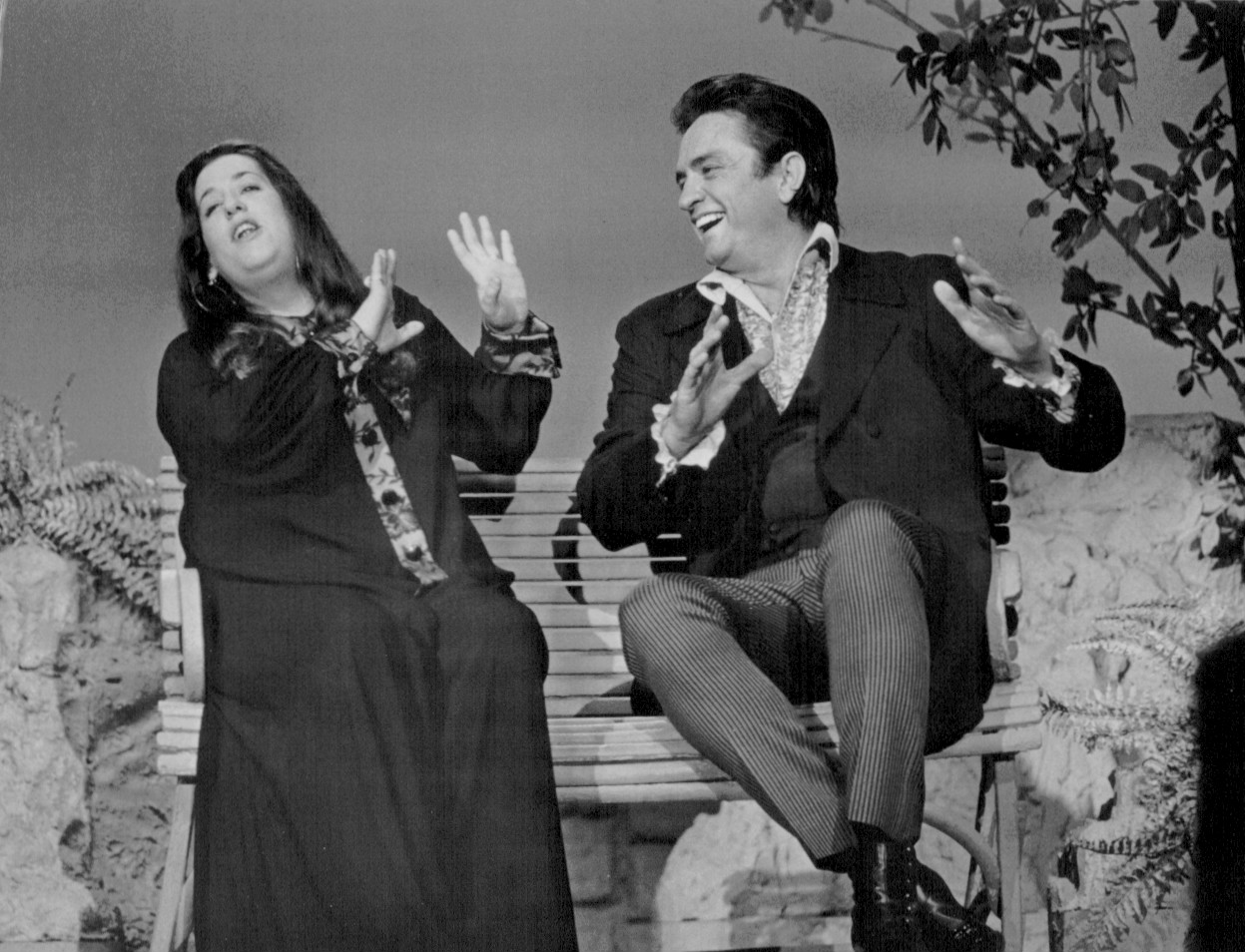
Cass Elliot z Johnnym Cashem (1969)

Po rozpadzie zespołu Elliot rozpoczęła karierę solową. Jej debiutancki album Dream a Little Dream (1968) zawierał jej najbardziej znany solowy utwór o tym samym tytule.
W kolejnych latach wydała kilka innych albumów, w tym Bubblegum, Lemonade, and... Something for Mama (1969) oraz Make Your Own Kind Of Music (1969). Elliot występowała również w popularnych programach telewizyjnych, takich jak The Johnny Carson Show oraz The Smothers Brothers Comedy Hour.
W 1971 roku rozpoczęła współpracę z Daveem Masonem, członkiem zespołu Traffic, i nagrali wspólnie album Dave Mason & Cass Elliot. Album nie odniósł znaczącego sukcesu komercyjnego. W 1972 roku wydała album Don’t Call Me Mama Anymore, w którym próbowała odciąć się od swojego dotychczasowego pseudonimu „Mamy Cass”, ponieważ czuła, że nawiązuje do jej wagi.

## Śmierć i pogrzeb

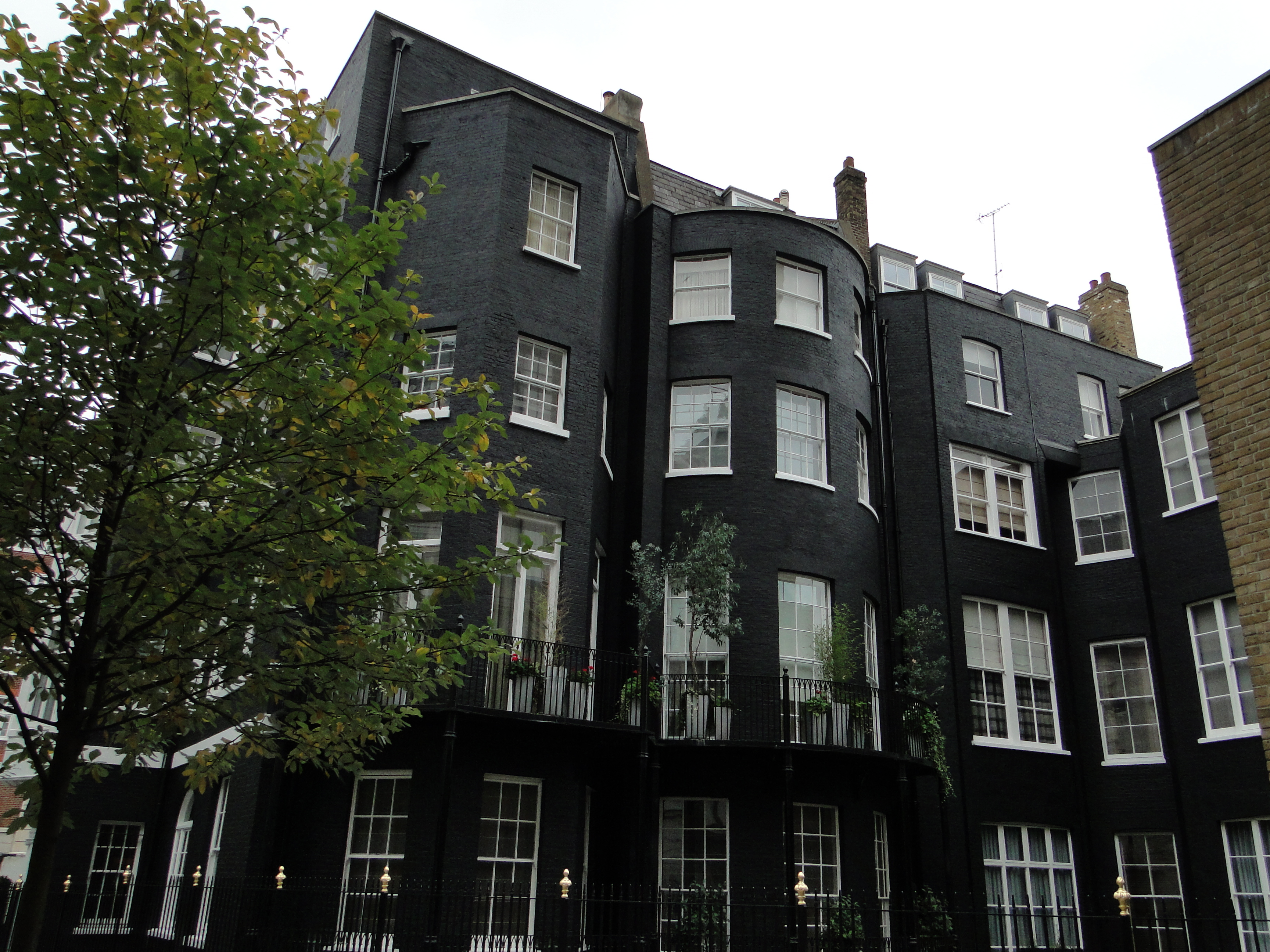
Curzon Place 9 – budynek, w którym zmarła Cass Elliot.

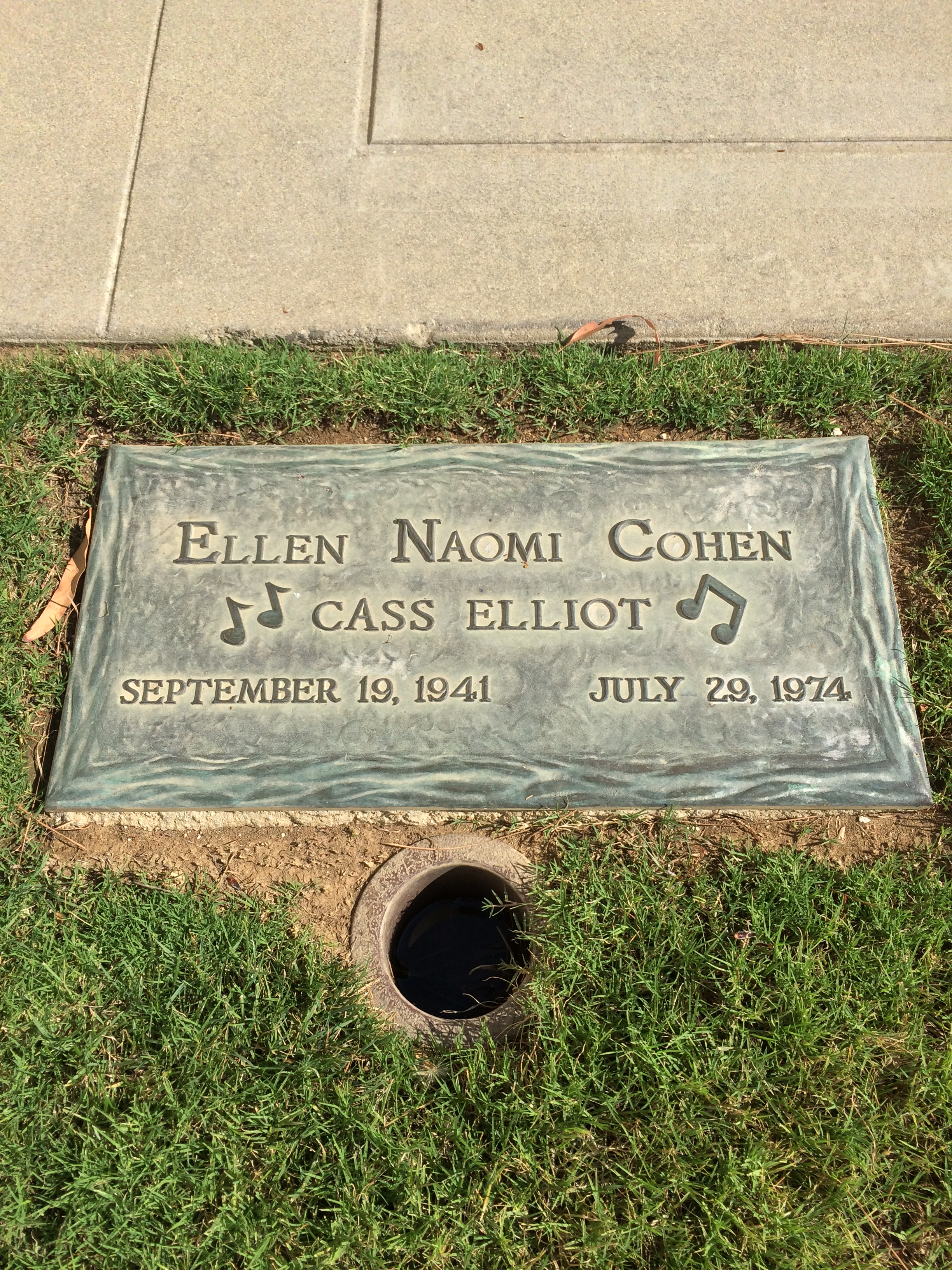
Nagrobek Cass Elliot

28 lipca 1974, Cass Elliot brała udział w imprezie z okazji 31 urodzin Micka Jaggera. Następnie udała się na przyjęcie zorganizowane przez angielską aktorkę Georgię Brown na cześć Elliot, by uczcić dwa tygodnie jej udanych koncertów. Piosenkarka miała wówczas kłopoty z oddychaniem. Po przyjęciu udała się na imprezę amerykańskiego dziennikarza, Jacka Martina. Była w dobrym nastroju, ale wyglądała na schorowaną. O godzinie 20 opuściła imprezę, twierdząc, że jest bardzo zmęczona i musi wypocząć.
Zasnęła w mieszkaniu piosenkarza Harry’ego Nillsona w dzielnicy Mayfair, który zgodził się ją przenocować. Kilka godzin później, Cass Elliot zmarła we śnie 29 lipca 1974 roku w wieku 32 lat. Początkowo spekulowano, że przyczyną jej śmierci było zadławienie się kanapką z szynką, jednak sekcja zwłok wykazała, że przyczyną zgonu był zawał serca. W jej organizmie nie odnaleziono żadnych śladów nielegalnych substancji. Cztery lata później w tym samym mieszkaniu, zmarł perkusista zespołu The Who, Keith Moon – również w wieku 32 lat.
Ciało Elliot zostało skremowane. Została pochowana na cmentarzu w Los Angeles.

## Życie prywatne
Cass Elliot była dwukrotnie zamężna. W 1963 roku zawarła zaaranżowane małżeństwo z Jimem Hendricksem, które miało na celu pomóc mu uniknąć powołania do wojska podczas wojny wietnamskiej. Związek zakończył się w 1968 roku. W 1971 roku Elliot poślubiła dziennikarza Donalda von Wiedenmana, jednak to małżeństwo również zakończyło się rozwodem po kilku miesiącach.
W 1966 roku zaszła w ciążę z Chuckiem Dayem, a 26 kwietnia 1967 roku urodziła córkę, Owen Vanessę Elliot-Kugell. Wokalistka nigdy nie ujawniła tożsamości ojca swojej córki, ale wiele lat później Michelle Phillips – koleżanka Elliot z zespołu The Mamas & the Papas – pomogła Owen w poznaniu jej biologicznego ojca. Po śmierci Elliot opiekę nad Owen przejęła jej ciotka, Leah Kunkel.
W 1988 roku David Crosby ujawnił, że zażywał wspólnie z Elliot opiaty i kokainę.

## Upamiętnienie

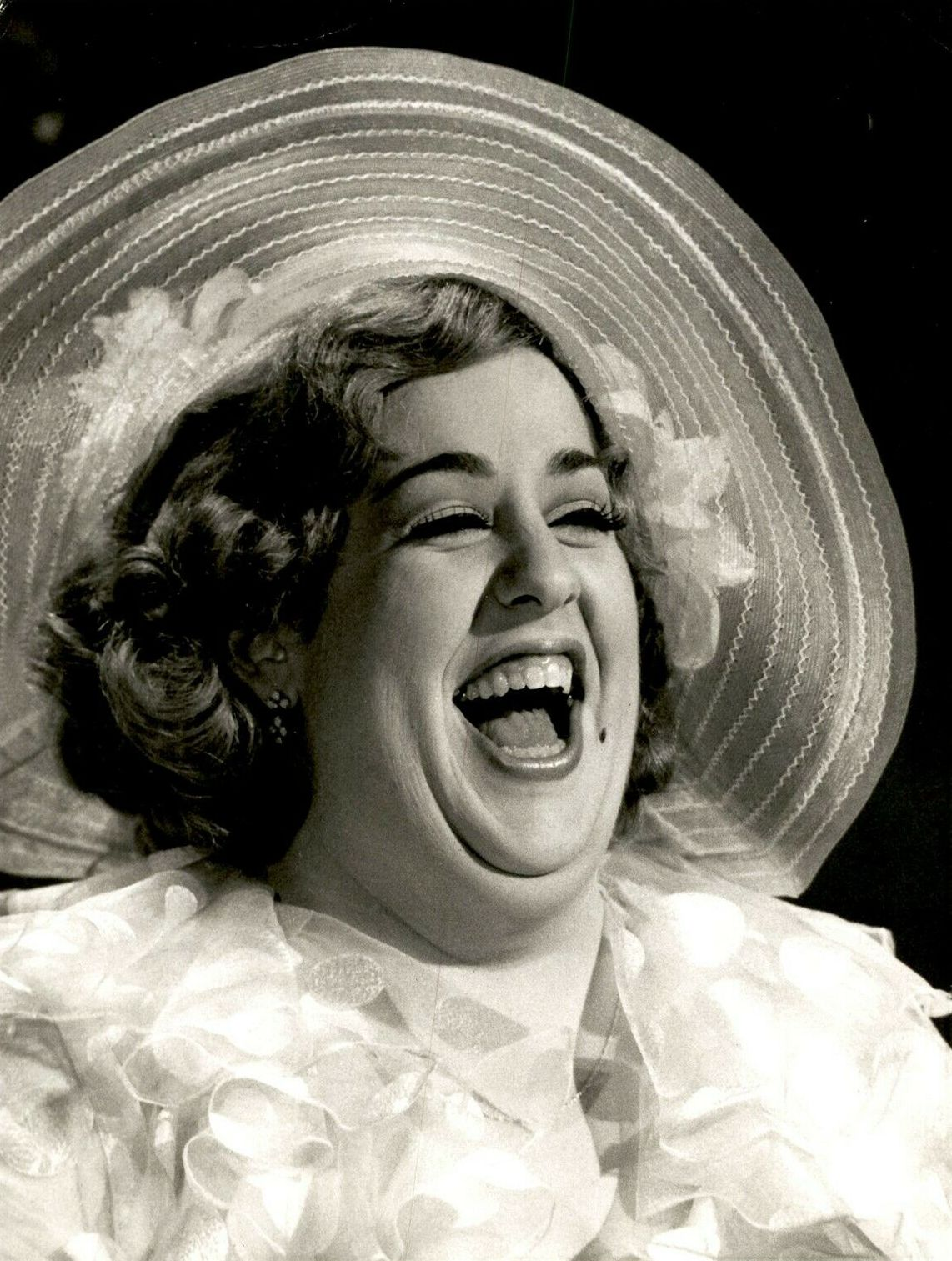
Cass Elliot (1973)

Nagrania Cass Elliot i zespołu The Mamas & the Papas są obecne w kulturze popularnej i często wykorzystywane w ścieżkach dźwiękowych produkcji filmowych i telewizyjnych.
Kilka utworów znalazło się w filmie Wspaniała rzecz, gdzie pojawia się wątek nastolatki zafascynowanej artystką. Jej piosenka Make Your Own Kind of Music została wykorzystana w drugim sezonie serialu Lost w odcinkach „Man of Science, Man of Faith”, „Adrift” oraz „Flashes Before Your Eyes”. Wystąpiła także jako postać w animowanym serialu Nowy Scooby Doo w odcinku Nawiedzona wytwórnia słodyczy oraz w odcinku Tajemne serum z serialu Scooby Doo i Brygada Detektywów. Jej utwory pojawiły się również w dziewiątym odcinku ósmego sezonu serialu Dexter.
Cass Elliot otrzymała 2735 gwiazdę na Alei Gwiazd w Los Angeles 3 października 2022 roku.

## Dyskografia
- Dream a Little Dream (1968)
- Bubblegum, Lemonade, and... Something for Mama (1969)
- Make Your Own Kind of Music (1969)
- Mama’s Big Ones (1970)
- Dave Mason & Cass Elliot (1971)
- Cass Elliot (1972)
- The Road Is No Place for a Lady (1972)
- Don’t Call Me Mama Anymore (1973)